# Kečuové

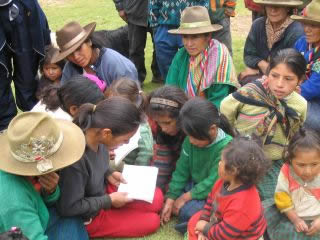
Kečuové

Jako Kečuové („Quechua“) se označují lidé hovořící kečuánsky. Žijí zejména v Ekvádoru, Peru a Bolívii, a to převážně v pohoří Andy. Někteří Kečuové jsou potomky Inků.
Z celkového počtu, který je odhadován na 10 až 11 milionů, žije asi 4,4 milionu Kečuů v Peru, 1,6 milionu v Bolívii, 2,2 milionu v Ekvádoru (Hornberger a King, 2001). Podle ročenky Ethnologue z roku 2006 žije také 8200 Kečuů v Čile, 60 000 v Argentině a několik stovek v Brazílii.